# 그래파이트 (소프트웨어)

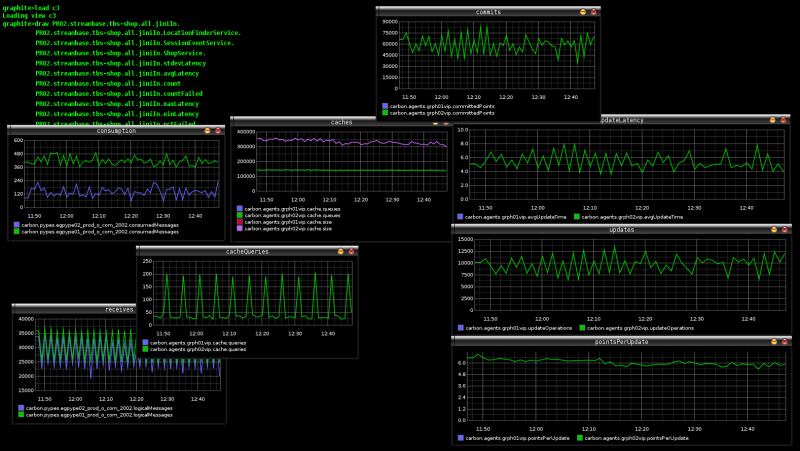
예시 출력

그래파이트(Graphite)는 컴퓨터의 성능 등 시계열 숫자 데이터를 모니터링하고 그래프를 그려주는 자유-오픈 소스 소프트웨어(FOSS) 도구이다. 그래파이트는 Orbitz Worldwide가 개발하였으며 2008년 오픈 소스 소프트웨어로 출시되었다.
그래파이트는 실시간으로 시계열 데이터를 수집, 저장, 표출한다.
이 도구는 3개의 구성 요소가 있다:
- 카본(Carbon) - 시계열 데이터를 청취하는 트위스티드 데몬
- 휘스퍼(Whisper) - 시계열 데이터를 저장하기 위한 단순 데이터베이스 라이브러리 (RFD와 디자인상 유사함)[2]
- 그래파이트 웹앱(Graphite webapp) - 카이로 라이브러리를 사용한, 요청 시 그래프를 렌더링해주는 장고 웹앱

그래파이트는 포드 모터 컴퍼니, Booking.com, 깃허브, 엣시, 워싱턴 포스트, 일렉트로닉 아츠 등 기업들에서 업무용으로 사용되고 있다.

## 같이 보기
- Grafana